# آدریان ساردینرو
آدریان ساردینرو (انگلیسی: Adrián Sardinero؛ زادهٔ ۱۳ اکتبر ۱۹۹۰) بازیکن فوتبال اهل اسپانیا است که در پست وینگر برای الخسیرس بازی می‌کند.